# Jarosława Frołowa
Jarosława Władimirowna Frołowa (ros. Ярослава Владимировна Фролова; ur. 18 maja 1997 r. w Wołgogradzie) – rosyjska piłkarka ręczna, reprezentantka kraju, zawodniczka Kubania Krasnodar, występująca na pozycji środkowej rozgrywającej.

## Sukcesy reprezentacyjne
- Mistrzostwa Europy:
  -  2018
- Mistrzostwa świata U-20:
  -  2016
- Mistrzostwa Europy U-19:
  -  2015
- Mistrzostwa Europy U-17:
  -  2013

## Sukcesy klubowe
- Liga Mistrzyń piłkarek ręcznych:
  - Półfinał: 2014-2015 (Dinamo Wołgograd)
- Mistrzostwa Rosji:
  -  2013-2014 (Dinamo Wołgograd)
- Puchar Rosji:
  -  2017-2018 (Kubań Krasnodar)
- Superpuchar Rosji:
  -  2018 (Kubań Krasnodar)

## Nagrody indywidualne
- Najlepsza środkowa rozgrywająca Mistrzostw Europy U-19 2015
- MVP Mistrzostw Świata U-20 2016